# Подпорезен
Подпорежен (словен. Podporezen) је насељено место у општини Железники, Горењска регија, Словенија.

## Историја
До територијалне реорганизације у Словенији био је у саставу старе општине Шкофја Лока.

## Становништво
У попису становништва из 2011. године, Подпорежен је имао 13 становника.
| Број становника према пописима | Број становника према пописима | Број становника према пописима |
| ------------------------------ | ------------------------------ | ------------------------------ |
| 1991                           | 2002                           | 2011                           |
| 20                             | 11                             | 13                             |